# ボサノバ (アルバム)
『ボサノバ』（Bossanova）は、1990年8月13日に発売されたピクシーズの3枚目のスタジオ・アルバム。バンドにおけるブラック・フランシスの指揮権が絶頂期にあったため、新曲はすべて彼の作曲である。音はサーフ・ミュージックやスペース・ロックの影響を受け、歌詞は宇宙空間を題材としてエイリアンや未確認飛行物体まで及んでいる。
イギリスではインディーズの4ADに、アメリカではメジャーレーベルのエレクトラ・レコードの手により販売された。チャート順位はBillboard 200で70位、全英アルバムチャートでは3位を記録した。このアルバムからシングルカットされた「ヴェローリア」と「ディグ・フォー・ファイアー」もモダン・ロック・トラックスにおいてそれぞれ4位と11位を獲得している。

## 背景・録音
1990年に『ドリトル』のツアーを終えた後、ブラック・フランシスとジョーイ・サンティアゴ、デイヴィッド・ラヴァリングはかねてから録音の場として使いたかったロサンゼルスへボストンから引っ越した。キム・ディールは当初、この時期のバンド内の緊張を理由に移動を見送ったが、結局は3人と共に移ることにした。ディールを除く3人はコメディアンのギャレット・モリスやホワイト・ライオンのメンバー達の住むオークウッド・アパートメントに入居し、プロデューサーのギル・ノートンも同じ団地に引っ越した。
録音を開始したチェロキー・スタジオでは海賊放送を受信してしまうため18時以降の録音ができないというトラブルに見舞われた。ギル・ノートンは問題が解決するまで数日間ほかの場所で多重録音を進めることにしたが、チェロキーに戻ってきても今度はギターアンプが彼の言うところの「信じがたいハミング」を発する事態に出会う。彼が4ADのオーナーであるアイヴォ・ワッツ＝ラッセルに問題の申し入れをするのは彼の気持ちが落ち着いてからであった。ノートンとサンティアゴはバーでリック・ルービンと会うと彼らの状況を説明したことで、ルービンは部下にバンドのための新しいスタジオ探しを命じ、その結果バンドはマスター・コントロールにて録音を続けることになった。
これまでの録音に比してスタジオで作られた曲が多く、デモテープもあまり作られなかった。ボストンではしきりに行っていた練習も2週間しか行なわず、当時の状況を「歌う5分前になっても(歌詞)を書いていた。うまくいく時もあれば、いかない時もある。そういう曲の作り方をすれば自然なことだ」とフランクは書いている。

## リリース
1990年の8月にイギリスでは4ADによって、アメリカでは4ADとエレクトラ・レコードの合弁という形でリリースされた。4ADがピクシーズの作品全ての頒布権を再獲得すると、アメリカで4ADのみによるリマスタリングのなされていない再発盤が出された。2008年にはMFSL社によってオリジナルのテープにリマスタリングを加えたバージョンをリリースした。

## 評価
イギリスでの評価は概して肯定的だった。『Q』誌のマット・スノウは1990年9月の『ボサノバ』評において、「ピクシーズは計算された違和をつくりだす名人である」と言い、「その不調和がどうあるべきかの実物として彼らは他のロックミュージシャンに教訓を与えている」と語った。『NME』誌はこのアルバムの曲が「『サーファー・ローザ』の荒々しいグランジ・ガレージロックに傾きながらも、『ドリトル』の力強いメロディを保持している」と指摘し、｢『ボサノバ』はピクシーズの持つ各要素が複合・混成してできたLP盤である｣としている。
『ローリング・ストーン』誌は、5つ中の3つ星をつけた。評者モイラ・マコーマックは『ボサノバ』を今までのアルバムと比べて「むしろ――ピクシーズの標準からすれば、つまりなお依然として主流からは間違いなくはずれてはいるが――より真っ当なロック・アルバム」だと描写している。

## 収録曲
「セシリア・アン」（The Surftones）を除いて全曲ブラック・フランシス作曲
1. セシリア・アン - "Cecilia Ann" – 2:05
2. ロック・ミュージック - "Rock Music" – 1:52
3. ヴェローリア - "Velouria" – 3:40
4. アリソン - "Allison – 1:17
5. イズ・シー・ウィアード - "Is She Weird" – 3:01
6. ANA - "Ana" – 2:09
7. オール・オーヴァー・ザ・ワールド - "All Over the World" – 5:27
8. ディグ・フォー・ファイアー - "Dig for Fire" – 3:02
9. ダウン・トゥ・ザ・ウェル - "Down to the Well" – 2:29
10. ハプニング - "The Happening" – 4:19
11. ブロウン・アウェイ - "Blown Away" – 2:20
12. ハング・ワイアー - "Hang Wire" – 2:01
13. ストーミー・ウェザー - "Stormy Weather" – 3:26
14. ハヴァリナ - "Havalina" – 2:33

## パーソネル
- ブラック・フランシス (Black Francis) – ボーカル、ギター
- キム・ディール (Kim Deal) – ベース、ボーカル
- デイヴィッド・ラヴァリング (|David Lovering) – ドラムス、ボーカル
- ジョーイ・サンティアゴ (Joey Santiago) – リードギター

### アディショナル・ミュージシャン
- ロバート・F・ブルーナー (Robert F. Brunner) – テルミン (「Velouria」「Is She Weird」)

### 技術スタッフ
- ギル・ノートン (Gil Norton) – プロデューサー